# Мамедалиев, Юсиф Гейдар оглы
Юсиф Гейдар оглы Мамедалиев (азерб. Yusif Heydər oğlu Məmmədəliyev; 31 декабря 1905 — 15 декабря 1961) — азербайджанский и советский химик, доктор химических наук, академик АН Азербайджанской ССР, дважды президент АН АзССР (1947—1950; 1958—1961), член-корреспондент АН СССР (1958).
По заявлению 4-го президента Азербайджана — Ильхама Алиева, — изобретатель зажигательной смеси, ставшей известной как «коктейль Молотова».

## Биография
Юсиф Гейдар оглы Мамедалиев родился в 1905 году в городе Ордубад Российской империи в семье садовника. Образование получил в единственной государственной школе Ордубада.
В 1923 году поступил в Высший Бакинский педагогический институт. С 1926 года, после успешного окончания института, 3 года преподавал в средней школе. В 1929 году поступил на второй курс химического факультета МГУ, который окончил в 1932 году. Ученик Н. Д. Зелинского и А. А. Баландина, один из первых выпускников лаборатории органического катализа кафедры органической химии химического факультета по специальности «органический катализ». По окончании МГУ работал в Москве на химическом заводе № 1, а затем был переведён в Азербайджан, где вначале заведовал кафедрой органической химии Азербайджанского сельскохозяйственного института, а затем работал (1933—1945) в Азербайджанском нефтяном исследовательском институте, где стал руководителем лаборатории. Здесь и раскрылся талант молодого учёного. Работы его были посвящены актуальным в то время научным проблемам нефтехимии и органического катализа и теснейшим образом связаны с развитием отечественной нефтеперерабатывающей и нефтехимической промышленности. Некоторые разработки были положены в основу создания новых промышленных процессов.
Начиная с 1934 года вёл большую педагогическую работу в Азербайджанском университете имени С. М. Кирова, последовательно занимая должности доцента, профессора, зав. кафедрой и ректора (1954—1958).
В 1933 году Юсиф Мамедалиеву была присуждена учёная степень кандидата химических наук без защиты диссертации.
В 1942 году стал доктором химических наук и в 1943 году профессором.

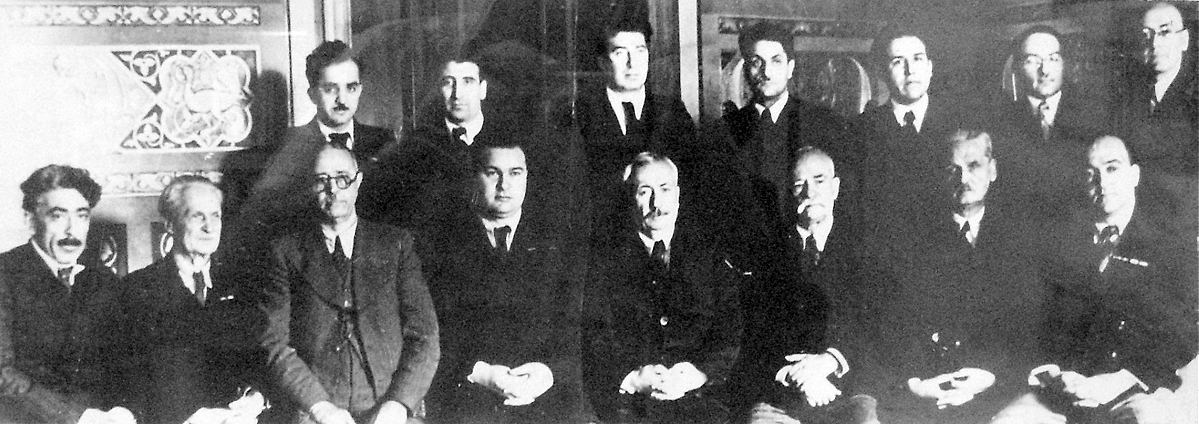
Первые члены Президиума АН АзССР, 1945 г.
Нижний ряд (слева направо, сидят): поэт С. Вургун, учёный-гидравлик И. Г. Есьман, У. Гаджибеков, А. А. Ализаде, президент Академии М. Миркасимов, И. И. Широкогоров, А. А. Гроссгейм, М. А. Топчибашев (учёный, хирург). Стоят: Ю. Мамедалиев, М. А. Ибрагимов, Ш. А. Азизбеков, Г. Н. Гусейнов, Мир-Али Кашкай, С. А. Дадашев, М. А. Усейнов

В 1945 году избран академиком АН Азербайджанской ССР (с момента создания этой академии). Был директором Нефтяного института АН АзССР. В 1946 году выдвинут на работу в Министерство нефтяной промышленности СССР, где стал председателем Научно-технического совета министерства.
В 1951—1954 годах был академиком-секретарём отделения Физики, химии и нефти АН Азербайджанской ССР, в 1954—1958 годах ректором Азербайджанского государственного университета.
В 1947—1951 годах и с марта 1958 года по 15 декабря 1961 года — президент Академии Наук Азербайджанской ССР. По его инициативе был создан Институт нефтехимических процессов в Баку.
В 1958 году Юсиф Мамедалиев избран членом-корреспондентом АН СССР. Он удостоен многих правительственных наград. Высшая награда — орден Ленина — была вручена ему в годы Великой Отечественной войны за активную работу по обеспечению фронта важнейшими нефтепродуктами.
Скончался 15 декабря 1961 года.

## Научная деятельность

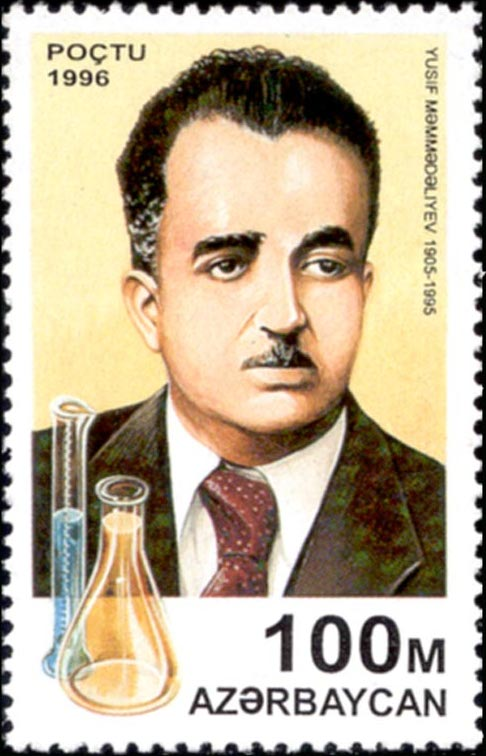
Марка Азербайджана, посвящённая 90-летию со дня рождения Юсифа Мамедалиева

Основные научные работы Юсифа Мамедалиева связаны с каталитической обработкой нефти и нефтяных газов. Является основоположником нефтехимии в Азербайджане. Предложил новые методы хлорирования и бромирования разных углеводородов с участием катализаторов и особенно указал пути получения тетрахлоруглерода, метилхлорида, метиленхлорида и других ценных продуктов при помощи хлорирования метана, сначала на стационарном катализаторе, а потом на горячем слое. Исследования в области каталитического алкилирования ароматических, парафиновых, циклопарафиновых углеводородов при помощи непредельных углеводородов дали возможность синтеза в промышленном масштабе компонентов авиационных топлив.
Важнейшие работы выполнены в области каталитического ароматизирования бензинной фракции бакинской нефти, получения моющих средств, кремнеорганических соединений, производства пластмасс из пиролизных продуктов, изучения механизма действия нафталанской нефти. Мамедалиев имел большие заслуги в подготовке высококвалифицированных кадров. Неоднократно представлял Азербайджан на съездах, конгрессах и симпозиумах, проводимых в СССР, США, Италии, Франции, Англии, ПНР, МНР и в других странах.
Формирование Азербайджанской астрофизической обсерватории, Фонда рукописей, Сумгаитского химического научного центра и других научных учреждений Азербайджана связаны с именем Ю. Мамедалиева. Созданная им Азербайджанская школа нефтехимии известна и за пределами республики.
Ю. Г. Мамедалиев автор свыше 200 научных трудов, в том числе 6 монографий.

## Награды
- Награждён орденами Ленина, Трудового Красного Знамени и Славы, а также медалями.

## Память

Памятник на улице Истиглалият в Баку
Бюст в Баку, перед зданием Института нефтехимических процессов
Барельеф на стене дома в Баку, в котором жил Юсиф Мамедалиев
Могила Юсифа Мамедалиева. Аллея почётного захоронения в Баку

- Имя носит одна из улиц города Баку.
- При Шемахинской астрофизической обсерватории, был создан посёлок им. Юсифа Мамедалиева (Пиркули).
- Имя было присвоено Нахичеванскому государственному педагогическому институту.